# 大阪市交通局801形電車
大阪市交通局801形電車（おおさかしこうつうきょく801がたでんしゃ）は、大阪市交通局が保有していた路面電車車両で、1932年～1936年にかけて、1001形を鋼体化改造した80両と、同型の車体で新造された10両の合計90両が登場した。鋼体化改造車の中には、後の901形と同一の車体を持ち、後年901形に編入された車両も存在するが、登場当時は801形の続番であったので、このページでは改造当時から編入までの歩みを紹介する。

## 登場前史
大正末期から昭和初期にかけては日本におけるモータリゼーションの揺籃期であった。当時の社会・経済状況から個人所有のマイカー普及とまではいかなかったが、トラックやバス・タクシーといった商業用の車両は比較的速く普及し、人力や畜力の輸送手段を置き換えつつあったほか、路面電車や地方小鉄道にとって手強い競争相手に成長しつつあった。大阪市においても、市電と1924年から営業を開始した民営の大阪乗合バス（青バス）との競争が激化し、更に、1929年からは1927年の創業以来、市電の路線エリア外で走っていた市バスも市内路線に入ってきて三つ巴の競争が繰り広げられるようになった。そこに追い討ちをかけたのが昭和初期の大恐慌で、不況とモータリゼーションのダブルパンチによって乗客数が減少したことから市電の収益は低下、1931年には開業以来初の赤字決算となり、翌1932年には赤字幅が増大してしまった。
ここにおいて、大阪市電気局も市電の経営合理化を図るようになった。これまで増備してきた1601形などの車掌2人乗務の3扉大型車では、乗客数が減少している状況では人件費がかかって収支が合わないことと、幹線以外の系統では、ラッシュ時以外は大型車を必要とするような乗客数ではないことから、2扉の中型車を投入することとした。また、1920年から1921年にかけて登場した1001形（初代）は、車体重量が過大だったこともあって車体の垂下や緩みに悩まされていたことから、同形を鋼体化改造して修繕費を節減することも併せて検討された。そこで、事故で車体を焼失した1044号の台車・電装品を活用して、1932年7月に福町車両工場において中型ボギー車の801号が登場した。

## 概要
801形は、改造形態の違いによって801形、806形、858形の3タイプの鋼体化改造車と、881 - 890の新造車グループの4タイプが存在した。この項では各タイプごとに紹介する。
801形（801 - 805）　前述のように、1932年7月に登場した801号に続き、同年10月に田中車両で802 - 805の4両が1001形（初代）から鋼体化改造された。既述のように1601形までの13mクラスの3扉大型車ではなく、11mクラスの2扉中型車として、車体の前後端を絞った斬新なデザインで登場した。側面の窓配置はD4D5で、前扉は運転手が操作する2枚折り戸、中扉は車掌が操作するドアエンジン装備の両開きドアという、日本の路面電車では初の前中式のドア配置であった。当時の路面電車はポール集電で、交差点などでポールの付け替えも発生したが、前後ドア式に比べると乗客の乗降監視には前中式ドアのほうが有利であるため、大阪市電においては以後の中型車はすべて前中ドア式になっただけでなく、戦後の大型3扉車の2扉化においても前中ドア式が採用され、後には路面電車のドア配置の標準型として、他都市にも広まるきっかけとなった。前面のデザインも切妻型の前面に左右非対称の2枚窓というこれまた斬新なデザインで、正面右側の窓上に方向幕と系統幕が取り付けられていたほか、ヘッドライトも屋根上に取り付けられた。足回り及び電装品は、鋼体化改造車であることから種車のブリル77E型台車を履き、モーターは1時間定格出力30kWのゼネラル・エレクトリックGE-247-Aを2個搭載し、制御器はゼネラル・エレクトリックK-39を装備していた。
806形（806 - 857）　801形の設計を改良の上、1933年から1935年にかけて川崎車輌で806 - 857の52両が1001形（初代）から鋼体化改造された。車体長及び全体のデザインに大きな変更はなかったが、側面の窓配置はD5D4と801形と逆になり、中扉が両開き扉から両開きサイズで前寄りの戸袋に引き込まれる大きな片開き扉に変更された。これは801形の両開き扉の場合、車掌台の部分に戸袋窓がくることで車掌の側方監視が困難になることから、改善のために例を見ない大型扉を採用したのである。前面のデザインも基本的な部分には変更はないが、左側の窓が右側に寄った大きな一枚窓になったほか、801形では右側がやや低かった窓の高さが揃えられて、その上の車体中心から右に向かって小窓、方向幕、系統幕が取り付けられていた。足回りや電装品については、一部の車両にゼネラル・エレクトリックK-9制御器が装備されたほかは大きな変更はない。
858形（858 - 880）　残存していた1001形（初代）23両を、1936年に梅鉢鉄工所及び田中車両において901形と同じ流線型の車体を持つ車両として鋼体化改造された。足回り及び電装品は801・806形同様1001形（初代）の機器を有効活用しているが、車体は900形そのままで、続番で801形と同じ車体を持つ新造車の881形881 - 890があることから、車体の形とナンバリングが入り組んだものとなった。理由としては、1001形（初代）の更新車と新造車を区別するために、車体の形が違うのにもかかわらず通し番号としたものと考えられる。
881形（881 - 890）　806形の車体を持つ新造車で、1935年5月に川崎車輌で881 - 890の10両が新造された。台車及び主電動機については、これまで登場した車両と同じものが装備されたが、制御器は全車ゼネラル・エレクトリックK-9を装備した。

## 運用
801形は輸送力の小さい中型車のため、南北線や堺筋線などの幹線に入線することは少なかったが、逆にそれまで新車の入ることが少なかった路線に投入されたことから、多くの市民に「市電に新車投入」とPRすることとなった。また、801形（806・881形）の直線的でスマートな車体デザインは、当時海軍が所有していた水雷艇に似ていたことから、市民から「水雷型電車」というあだ名を授けられるくらい親しまれ、市電のイメージアップにも一役買った。このように、1001形（初代）から801形への改造は、人件費や修繕費の節減につながり、合理化に寄与したほか、市民への宣伝効果も高く、費用対効果の面から考えると有意義なものとなった。
太平洋戦争中は輸送力増強のために801・806・881形の全67両の座席が撤去された。末期の大阪大空襲においては801形のうち3両と806形のうち13両、858形のうち4両が被災し、このうち806形で被災した854・857号の2両を広瀬車両及び天王寺車庫内に仮復旧した車両工場において貨車11・12号に改造した。また、座席撤去車も戦後の混乱と資材不足が収束するとともに座席を復元している。この他、806・858・881形については、戦中・戦後のガラス不足によって、前面左側大窓の左1/4の位置あたりに桟が設けられて窓が分割された（ただし、窓枠は従来の2枚窓のまま）ことから、一見すると変則配置の3枚窓のようになった。

## 改番と戦後の活躍
1949年に、戦災車の欠番を整理する改番が実施された。同時に、801形と901形では鋼体化改造車と新造車で番号を分けるのではなく、車体構造によって付番する方式に変更され、801形は旧801・806・881形を801 - 852（850欠）に改番し、858形は901形の続番として942 - 961に改番された。この改番によって、車体を見ただけで801形と901形が区別できるようになった。なお、この改番では旧2001形及び旧2011形がそれぞれ801形の続番である861・868形に改番されている。また、1956年ごろに大阪市電に多く採用されていたブリル77E台車の乗り心地向上を図るため、ブリル77Eの台車枠を活用し、枕ばねを板ばねからコイルばねに変更した試作のOS-1を834号に履かせ、現車での長期実用試験を実施した。この他、1001形が2601形に更新される過程で発生したK-39制御器を活用して、全車制御器をゼネラル・エレクトリックK-39に統一した。
戦後の市電全盛期には、801形は春日出・三宝の両車庫に集結し、春日出所属の18（野田阪神 - 玉川町四 - 川口町 - 本町二 - 森ノ宮東の町 - 玉造）・19（野田阪神 - 玉川町四 - 川口町 - 本町二 - 森ノ宮東の町 - 緑橋）及び三宝線の29（出島 - 芦原橋 - 桜川二）・30（三宝車庫前 - 芦原橋 - 福島西通）・31（出島 - 芦原橋 - 桜川二 - 湊町駅前 - 上本町六）の各系統を中心に使用された。18・19の両系統が走る靱本町・城南線はビジネス街から官庁街を結ぶ路線であるが、春日出車庫の幹線系統である16・17系統が走る国道1号、国道2号上の福島曽根崎線、曽根崎天満橋筋線に比べると、支線格の地味な路線であったことと、三宝車庫所属の各路線は乗り入れ先の桜川中之島線や九条高津線以外は市内中心部を外れた郊外路線であったことから、新造車の陰に隠れて、両数の割には目立たない存在であった。
大阪市電の縮小期には、車齢が高く在籍車中最も小型であったことから、真っ先に廃車の対象となり、1963年から廃車が開始された。その過程で神戸市交通局へ20両移籍して神戸市電100形となったほか、鹿児島市交通局にも4両移籍して鹿児島市電210形となったが、これらの車両も車齢が高かったことをはじめ、神戸市電においては極端に嫌われてしまったことが災いして、転属先での活躍期間は短かった。大阪に残った車両も1966年（資料によっては1964年）に全車廃車された。現在、801号が森之宮車両工場内において保存されている。